# Heuppotigen
Heuppotigen (Pygopodidae) zijn een familie van hagedissen.

## Naam en indeling
In de Nederlandse taal worden ze ook wel schubpoothagedissen genoemd maar deze naam wordt ook gebruikt voor het geslacht Pygopus, waar de wetenschappelijke familienaam van afgeleid is.
De wetenschappelijke naam van de groep werd voor het eerst voorgesteld door George Albert Boulenger in 1884. Er zijn 46 verschillende soorten die verdeeld worden in zeven geslachten. Twee geslachten zijn monotypisch en worden slechts door een enkele soort vertegenwoordigd.
Ondanks de afwijkende uitwendige lichaamsbouw worden de heuppotigen binnen de infraorde van de gekko's (Gekkota) geplaatst. Ze worden gezien als op de bodem levende, pootloze gekko's, met name op basis van sterk gelijkende anatomische kenmerken van de schedel.

## Uiterlijke kenmerken
Heuppotigen lijken zo sterk op slangen dat zelfs biologen soms verward raken. Ondanks de gelijkenis met slangen zijn de heuppotigen sterk verwant aan de gekko's. Net als bij gekko's en slangen zijn de oogleden vergroeid tot een beschermend vlies over de ogen, dat niet meer geopend kan worden. Om de ogen schoon te houden likt de hagedis met de tong over de 'bril'.
Ze lijken met name op een aantal zeer giftige Australische soorten zodat voorzichtigheid geboden is. Heuppotigen zijn moeilijker van slangen te onderscheiden dan andere slang-achtige hagedissen, omdat de ogen hetzelfde gebouwd zijn. Andere slangachtige hagedissen -zoals hazelwormen - knipperen regelmatig met hun ogen, iets wat slangen niet kunnen omdat de oogleden vergroeid zijn. Heuppotigen hebben echter net als slangen vergroeide oogleden en kunnen dus niet met de ogen knipperen. Net als andere hagedissen hebben de heuppotigen in beginsel echter ooropeningen, uitgezonderd enkele gravende soorten, en die ontbreken bij alle slangen. Van enige afstand is dat echter zeer moeilijk te zien. Heuppotigen hebben in tegenstelling tot slangen een hagedisachtige tong, die vlezig en afgeplat is, en niet dun en gevorkt.
Net als veel andere hagedissen kunnen ze hun staart afwerpen bij gevaar, wat caudale autotomie wordt genoemd. De staart is bij alle soorten ongeveer even lang als het lichaam, terwijl bij slangen de staart veel kleiner is ten opzichte van de totale lichaamslengte. Een ander belangrijk verschil zijn de buikschubben: slangen hebben altijd een enkele rij brede schubben op de buik; hagedissen hebben aan de buikzijde altijd meerdere rijen schubben en hieraan zijn de heuppotigen duidelijk te onderscheiden.
De voorpoten zijn volledig verdwenen, maar resten van de achterpoten zijn nog te zien als twee platte geschubde flappen aan weerszijden van het onderlichaam, van boven zijn deze niet te zien. Deze restanten van de achterpoten zijn het best te zien bij de vertegenwoordigers uit de geslachten Pygopus en Delma. Bij de grootste soorten die tot meer dan een halve meter lang kunnen worden, is het pootrestant nooit groter dan 1 centimeter. Vaak zijn in het flapje nog de sterk gereduceerde botjes van vier tot vijf tenen aanwezig. Bij de kleinere soorten is de achterpoot nagenoeg geheel verdwenen en slechts te zien als een vergrote schub en inwendig is slechts een enkel botdeeltje overgebleven.

## Levenswijze

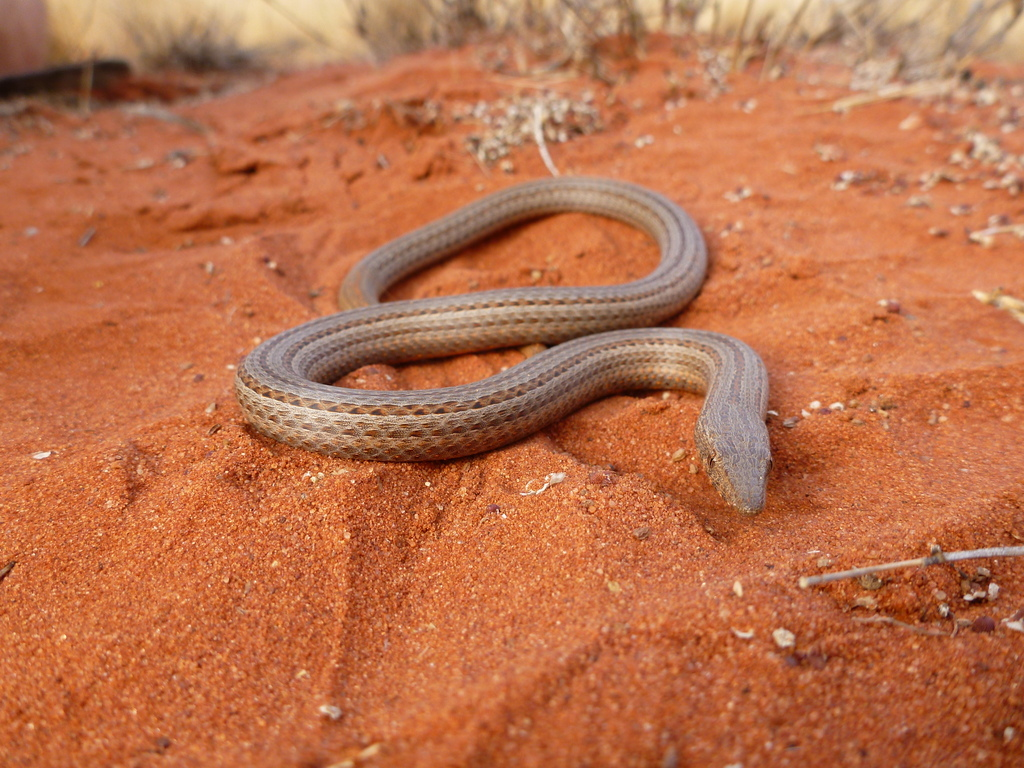
Spitskopschubpoothagedis (Lialis burtonis) kruipt over het zand in Noordelijk Territorium, Australië.

Alle soorten leven vaak solitair en leiden een zwervend bestaan. Ze jagen op ongewervelden en andere kleine dieren. Soorten uit het geslacht Lialis zijn gespecialiseerd in het eten van skinken (Scincidae). De 'poten' van heuppotigen worden niet gebruikt tijdens de voortbeweging maar tegen het lijf geklapt als het dier zich beweegt. Heuppotigen bewegen zich kronkelend voort, sommige soorten kunnen over rul zand bewegen. Andere soorten leven ondergronds en graven holen. De vrouwtjes zijn altijd eierleggend en zetten in de regel twee eieren af per legsel. Heuppotigen kunnen bij bedreiging piepende geluiden maken, een eigenschap die zij delen met de gekko's.
Sommige soorten buiten de gelijkenis met slangen uit om vijanden op afstand te houden. De zwartkopschubpoothagedis (Pygopus nigriceps) gedraagt zich net zo als de giftige soorten slangen uit het geslacht Denisonia. De hagedis houdt zijn nek in een lus, blaast zich vol met lucht en sist duidelijk hoorbaar. Is een vijand nog niet onder de indruk dan worden schijnaanvallen uitgevoerd waarbij de bek echter gesloten blijft.

## Verspreiding en habitat
Heuppotigen komen voor in Australië, enkele soorten zijn daarnaast te vinden in delen van Azië en dan alleen in Indonesië. Het is de enige familie van hagedissen die alleen in en rond Australië voorkomt. De habitat bestaat uit graslanden, scrublands, bossen, woestijnen en savannen.

## Beschermingsstatus
Door de internationale natuurbeschermingsorganisatie IUCN is aan 45 soorten een beschermingsstatus toegewezen. Van de heuppotigen worden er 37 beschouwd als 'veilig' (Least Concern of LC), drie als 'onzeker' (Data Deficient of DD), een als 'kwetsbaar' (Vulnerable of VU) en een als 'gevoelig' (Near Threatened of NT). Drie soorten ten slotte staan te boek als 'bedreigd' (Endangered of EN).

## Geslachten
Onderstaand een lijst van geslachten, zie voor een soortenlijst de lijst van heuppotigen.
| Naam            | Aantal soorten | Auteur              | Verspreidingsgebied  |
| --------------- | -------------- | ------------------- | -------------------- |
| Aprasia         | 14             | Gray, 1839          | Australië            |
| Delma           | 21             | Gray, 1830          | Australië            |
| Lialis          | 2              | Gray, 1835          | Australië, Indonesië |
| Ophidiocephalus | 1              | Lucas & Frost, 1897 | Australië            |
| Paradelma       | 1              | Günther, 1876       | Australië            |
| Pletholax       | 2              | Cope, 1864          | Australië            |
| Pygopus         | 5              | Merrem, 1820        | Australië            |